# Kremena, Dobrici
Kremena (în bulgară Кремена, în română Caraiapular) este un sat în comuna Balcik, regiunea Dobrici, Dobrogea de Sud, Bulgaria. 
Între anii 1913-1940 a făcut parte din plasa Balcic a județului Caliacra, România. Majoritatea locuitorilor erau români.

## Demografie
Componența etnică a satului Kremena
     Turci (27,4%)
     Bulgari (44,44%)
     Nicio identificare (28,14%)
     Altele (0%)
La recensământul din 2011, populația satului Kremena era de 135 locuitori. Nu există o etnie majoritară, locuitorii fiind bulgari (44,44%) și turci (27,4%). Pentru 28,14% din locuitori nu este cunoscută apartenența etnică.